# ベス・バーマン
ベス・バーマン（Bess Berman、1902年7月14日 – 1968年8月8日）は、アメリカ合衆国のレコードレーベル経営者。夫であったアイザック・"アイク"・バーマン (Isaac "Ike" Berman) に加え、ハーマン・"ハイ"・シーゲル (Herman "Hy" Siegel)、サム・シュナイダー (Sam Schneider) とともに、彼女はアポロ・レコード (Apollo Records) を1944年にニューヨークで立ち上げ、やがてこの独立レーベルは、ゴスペルやリズム・アンド・ブルースのミュージシャンたちを世に出していくことで広く知られるようになった。

## 経歴
彼女は、ベッシー・メレンステイン (Bessie Merenstein) として、ニューヨークで、7人きょうだいの4番目に生まれた。両親はユダヤ人移民で、母エマ (Emma) はオーストリア出身で旧名をライリーズ (Raylies) といい、父ルイス・メレンステイン (Louis Merenstein) はラトビアのクールラント出身で旧名をヨイダ＝リープ (Yeuda-Leib) といった。おそらく彼女の両親は、ヨーロッパにおけるポグロム（集団的迫害行為）の不確実な先行きから逃れ、アメリカ合衆国でのより良い生活を求めて移民したのであり、彼らはアメリカ合衆国に到著してから出会って、結婚した。父は、当初はビールを運ぶトラックの運転手として働き、後には帽子製造の仕事に就き、母は専業主婦であった。ベッシーは、事務員やマニキュアリストとして働き、やがて自動販売機のセールスマンだったアイク・バーマン（旧姓：ベールマン (Behrman)、1897年5月16日 - 1956年2月5日）と出会い、1926年に結婚した。アイクには、先妻との間に2人の子どもたち、ハリエット・バーマン・メレンステイン（Harriet Berman Merenstein：後に1936年にベスの弟で楽曲「Handy Man」の共作者であるチャールズ・メレンステイン (Charles Merenstein) と結婚することになった）と、ジャック・バーマン (Jack Berman) がいた。
1944年にアポロ・レコードを立ち上げた後、彼女はこのレーベルの発展の原動力となり、特に、やがてスターとなっていった、マヘリア・ジャクソン、チャンピオン・ジャック・デュプリー、ザ・ファイブ・ロイヤルズ、ワイノニー・ハリス、ザ・ラークス、ソロモン・バークといったパフォーマーたちの発掘に手腕を発揮した。1948年の時点では、レーベルを独力で切り盛りしており、夫アイクはもっぱら関連事業であるレコード・プレス工場の経営に当たっていた。ソングライターのドク・ポーマスによれば、彼女は「とてもタフで...とても力強く、アグレッシブな女性 (very tough... a very strong, aggressive woman)」だったという。1954年に病を得て、事業から離れることになったとき、業界誌『キャッシュボックス』は、彼女のことを、「男性が支配的なレコード業界において、突出した成功を収めて頭角を現した唯一の女性 (the only woman ever able to break through with outstanding success in the male-dominated recording industry)」と評した。
彼女は1968年に死去したが、一部の資料は没年を1997年としている。レコード・プロデューサーでレコード会社の役員であるルイス・メレンステインは、彼女の甥である。